# Kanton Bonchamp-lès-Laval
Der Kanton Bonchamp-lès-Laval ist seit 2015 französischer Wahlkreis in den Arrondissements Laval und Mayenne, im Département Mayenne und in der Region Pays de la Loire; sein Hauptort ist Bonchamp-lès-Laval. 

## Gemeinden
Der Kanton besteht aus acht Gemeinden mit insgesamt 16.173 Einwohnern (Stand: 1. Januar 2022) auf einer Gesamtfläche von 146,01 km²:
| Gemeinde                  | Einwohner 1. Januar 2022 | Fläche km² | Dichte Einw./km² | Code INSEE | Postleitzahl | Arrondissement |
| ------------------------- | ------------------------ | ---------- | ---------------- | ---------- | ------------ | -------------- |
| Argentré                  | 2.908                    | 36,77      | 79               | 53007      | 53210        | Laval          |
| Bonchamp-lès-Laval        | 6.294                    | 27,51      | 229              | 53034      | 53960        | Laval          |
| Châlons-du-Maine          | 691                      | 9,66       | 72               | 53049      | 53470        | Laval          |
| Gesnes                    | 238                      | 11,21      | 21               | 53105      | 53150        | Mayenne        |
| La Chapelle-Anthenaise    | 963                      | 19,89      | 48               | 53056      | 53950        | Laval          |
| Louverné                  | 4.345                    | 20,58      | 211              | 53140      | 53950        | Laval          |
| Montflours                | 250                      | 7,93       | 32               | 53156      | 53240        | Laval          |
| Sacé                      | 484                      | 12,46      | 39               | 53195      | 53470        | Mayenne        |
| Kanton Bonchamp-lès-Laval | 16.173                   | 146,01     | 111              | 5302       | –            | –              |